# Томас Манн (актор)
Томас Рендалл Манн-молодший (англ. Thomas Randall Mann Jr., нар. 27 вересня 1991) — американський актор. Відомий своїми ролями у фільмах «Проєкт X» (2012), «Гензель і Гретель: Мисливці на відьом» (2013), «Я, Ерл і та, що помирає» (2015), «Конг: Острів черепа» (2017) і «Хелловін убиває» (2021).

## Біографія
Манн народився в Портленді, штат Орегон, але виріс у Далласі, штат Техас. Його батько — керівник будівельних проєктів. Манн недовго навчався у старшій школі Плано Іст, а потім у віці 17 років переїхав до Каліфорнії, щоб зайнятися акторською діяльністю.
У 2009 році Манн дебютував у телесеріалі Nickelodeon iCarly, виконавши роль Джеффрі. Пізніше того ж року Манн з'явився у телесеріалі «Буває й гірше», зігравши роль Брендана Ніколса.
У 2010 році Манн отримав роль головного героя в комедійному фільмі «Проєкт Ікс». У центрі фільму — персонаж Манна, Томас Куб, який влаштовує домашню вечірку на свій день народження, яка стає абсолютно неконтрольованою. Знімання розпочали в червні того ж року в Лос-Анджелесі, Каліфорнія, з бюджетом 12 мільйонів доларів.
Того ж року Манн з'явився у фільмі «Курдупель» разом з Вікторією Джастіс, яка виконала роль Рузвельт. Фільм вийшов у прокат у США 26 жовтня і став провальним в прокаті та серед критиків.
У 2013 році Манн з'явився у фільмі «Гензель і Гретель: Мисливці за відмами», виконуючи роль Бена. Фільм вийшов у США 25 січня Того ж року Манн знявся у стрічці «Прекрасні створіння», екранізації однойменної книги. Манн знімався разом із Віолою Девіс та Еммою Томпсон, виконавши роль Лінка. Фільм вийшов у прокат 14 лютого і зібрав у світовому прокаті 60 мільйонів доларів при бюджеті в 60 мільйонів доларів. Пізніше Манн з'явився у фільмі «Крутий, як я» разом із Сарою Болджер та Джеймсом Марсденом. Фільм вийшов у прокат 21 червня.
У 2015 році Манн знявся у багатьох фільмах. Він почав зніматися в екранізації роману Джессі Ендрюса «Я, Ерл і дівчина, що помирає», прем'єра якої відбулася 25 січня на кінофестивалі «Санденс» 2015 року. Фільм придбав Fox Searchlight за 12 мільйонів доларів, що було найбільшою сумою грошей, сплаченою за фільм на фестивалі, і він вийшов 12 червня в США Того ж року Манн з'явився у «Стенфордському тюремному експерименті», прем'єра якого також відбулася на тому ж кінофестивалі Санденс; Манн зіграв роль в'язня 416. Манн також з'явився у фільмі «Особливо небезпечна» з Софі Тернер і Гейлі Стайнфельд у головних ролях. Потім він знявся в ролі Тобіаса Геммела в драмі «Студент зі зв'язками». Фільм розповідає про учня приватної школи, який використовує зв'язки, щоб створити мережу наркотрафіку в школі.
У 2016 році він знявся в ролі Метта у підлітковому фільмі «Кровний батько», разом із Вільямом Мейсі та Мелом Гібсоном, і драмі «Розум у вогні» разом із Хлоєю Грейс Морец та Дженні Слейт.
У 2017 році Манн зіграв Рега Слівко у фантастичному бойовику «Конг: Острів Черепа» та з'явився разом з Беллою Торн у фільмі «Амітівілль: Пробудження». Після 3-річної затримки фільм вийшов безплатно в Google Play.
У 2019 році Манн зіграв Теда Хінтона в драмі Джона Лі Генкока «Розбійники з великої дороги», який вийшов на Netflix у березні того ж року.

## Фільмографія

### Фільми
| Рік  |   | Українська назва                   | Оригінальна назва                | Роль                     |
| ---- | - | ---------------------------------- | -------------------------------- | ------------------------ |
| 2010 | ф | Це дуже цікава історія             | It's Kind of a Funny Story       | Аарон Фіцкарральдо       |
| 2012 | ф | Проєкт Х: Дорвались                | Project X                        | Томас Куб                |
| 2012 | ф | Курдупель                          | Fun Size                         | Рузвельт Леру            |
| 2013 | ф | Мисливці за відьмами               | Hansel and Gretel: Witch Hunters | Бен Вальсер              |
| 2013 | ф | Прекрасні створіння                | Beautiful Creatures              | Веслі «Лінк» Лінкольн    |
| 2013 | ф | Крутий, як я                       | As Cool as I Am                  | Кенні Краудер            |
| 2014 | ф | Ласкаво просимо до мене            | Welcome to Me                    | Райнер Ібарра            |
| 2015 | ф | Я, Ерл і та, що помирає            | Me and Earl and the Dying Girl   | Грег Гейнс               |
| 2015 | ф | Стенфордський тюремний експеримент | The Stanford Prison Experiment   | В'язень 416              |
| 2015 | ф | Особливо небезпечна                | Barely Lethal                    | Роджер Маркус            |
| 2015 | ф | Студент зі зв'язками               | The Preppie Connection           | Тобіас Гаммел            |
| 2016 | ф | Кровний батько                     | Blood Father                     | Джейсон                  |
| 2016 | ф |                                    | Some Freaks                      | Мет                      |
| 2016 | ф | Розум у вогні                      | Brain on Fire                    | Стівен Гривальський      |
| 2017 | ф | Конг: Острів Черепа                | Kong: Skull Island               | Рег Сливко               |
| 2017 | ф | Амітівілль: Пробудження            | Amityville: The Awakening        | Терренс                  |
| 2018 | ф |                                    | Maine                            | Лейк                     |
| 2018 | ф | Наш дім                            | Our House                        | Ітан                     |
| 2018 | ф | Країна стійких звичок              | The Land of Steady Habits        | Престон Гілл             |
| 2019 | ф |                                    | Them That Follow                 | August "Augie" Slaughter |
| 2019 | ф | Розбійники з великої дороги        | The Highwaymen                   | Тед Гінтон               |
| 2019 | ф | Леді і Блудько                     | Lady and the Tramp               | Джим Дір                 |
| 2021 | ф | Хелловін убиває                    | Halloween Kills                  | Молодий Френк Гокінс     |
| 2022 | ф | Реінкарнація: збій системи         | The Chariot                      | Гаррісон Харді           |
| 2022 | ф |                                    | About Fate                       | Гріффін Рід              |
| 2023 | ф |                                    | Parachute                        | Ітан                     |
| 2023 | ф |                                    | Cora Bora                        | Тревіс                   |

### Телебачення
| Рік       |   | Українська назва | Оригінальна назва                            | Роль                                                |
| --------- | - | ---------------- | -------------------------------------------- | --------------------------------------------------- |
| 2009      | с | Ай-Карлі         | iCarly                                       | Джеффрі Фланкен (серія «iGive a Car»)               |
| 2009      | с | Буває й гірше    | The Middle                                   | Брендан Ніколс (серія «Плаваючий ювілей»)           |
| 2017      | с | Фарго            | Fargo                                        | Тадеус Моблі (серія «Закон несуперечності»)         |
| 2018      | с | П'яна історія    | Drunk History                                | Вільям Стюарт-Г'юстон (серія «Друга світова війна») |
| 2020      | с |                  | Moonbase 8                                   | Купер (серія «Сухий»)                               |
| 2022—2023 | с |                  | Winning Time: The Rise of the Lakers Dynasty | Джонні Басс (2-й сезон)                             |
| 2023      | с | Уроки хімії      | Lessons in Chemistry                         | Борівейц (5 серій)                                  |